# Свято-Троицкий храм (Арамиль)
Свято-Троицкий храм — православная церковь в Арамили, находится в юрисдикции Екатеринбургской епархии Русской православной церкви.

## История
В конце семнадцатого века в Арамили была построена первая деревянная церковь. Однако ни дат, ни её названия неизвестно. Церковь простояла недолго, поскольку была сожжена башкирами во время бунта 1709 года. В 1712—1717 годах по благословению митрополита Иоанна Тобольского была построена деревянная церковь в честь Рождества Христова, сгоревшая в 1782 году. При пожаре уцелела только колокольня, к которой в 1783 году пристроили храмину и алтарь. Получившаяся церковь была мала, и 30 апреля 1784 года был заложен деревянный храм во имя Святой Троицы. 20 июня 1790 года храм был построен и освящён епископом Варлаамом.
Нынешний трех-придельный каменный храм был заложен в 1830 году, и только через 8 лет был освящен левый придел — в честь Рождества Пресвятой Богородицы. 6 июня 1842 года главный храм был освящён епископом Мелхиседеком. Последний правый предел был освящен в честь пророка Илии епископом Иоанном.
Согласно справочнику Екатеринбургской епархии за 1915 год, штат церкви состоял из двух священников, одного дьякона, двух псаломщиков.
Прихожан было более четырёх тысяч человек. В 1937 году церковь была закрыта, колокольня и ограждение церкви разрушены. Кладбище на восточной и южной сторонах тоже было поругано. В церкви во времена советской власти сначала расположилась школа, после чего магазин с торговой палатой.
В 1990 году храм был возвращен верующим. С 1991 года в храме идут богослужения.